# بخش نوح
بخش نوح (به انگلیسی: Nuh district) یک منطقهٔ مسکونی در هند است که در Faridabad division واقع شده‌است. بخش نوح ۱٬۸۶۰ کیلومتر مربع مساحت و ۱٬۰۸۹٬۲۶۳ نفر جمعیت دارد.